# مسجد جامع هرچگان
مسجد جامع هرچگان، مربوط به دوره قاجار است و در شهرستان شهرکرد، روستای هرچگان  واقع شده است. این اثر در تاریخ ۱۲ شهریور ۱۳۸۶ با شمارهٔ ثبت ۱۹۵۰۰ به‌عنوان یکی از آثار ملی ایران به ثبت رسیده است.

## ساختمان بنا
ساختمان مسجد جامع هرچگان از صحن، ایوان، رواق و شبستان زمستانی متشکل می‌باشد و در صحن شمالی آن شبستان تابستانی واقع شده است که از گنبدی نسبتاً بلند و دو گنبد کوچکتر تشکیل شده است و در شرق صحن، شبستان زمستانی ستوندار با طاق‌های جناغی و پوشش‌های گندی وجود دارد که بر روی یکی از ستونها، تاریخ ۱۲۲۶ ه‍.ق حک می‌باشد و لازم است ذکر شود آن طور که از شواهد امر مشخص است مسجد جامع هرچگان  در سال ۱۳۲۰ ه‍.ق مرمت شده است.